# Rock im Pott
Rock im Pott ist ein eintägiges Musikfestival, das erstmals 2012 in der Gelsenkirchener Veltins-Arena stattfand.

## Geschichte
Im Januar 2012 wurde bekanntgegeben, ein jährliches Festival zu veranstalten. Vorgesehen waren fünf Interpreten aus den Genres Alternative Rock oder moderner massenkompatibler Musik. Für die Premiere des Festivals haben die Veranstalter mit bis zu 35.000 Besuchern gerechnet und wurden mit 41.000 Besuchern überrascht. 2013 wurden nur 27.000 Besucher erreicht. Für 2014 wurde das Festival abgesagt, weil vorgeblich kein geeigneter Headliner gefunden wurde. Nachdem das Festival in den Jahren 2015 und 2016 auch nicht stattgefunden hatte, fand es am 26. August 2017 erneut statt.

## Line-Up
- 25. August 2012: Red Hot Chili Peppers, Placebo, Jan Delay & Disko No. 1, The BossHoss, Kraftklub
- 18. August 2013: System of a Down, Volbeat, Tenacious D, Casper, Deftones, Biffy Clyro
- 26. August 2017: Die Toten Hosen, Kraftklub, K.I.Z, Zugezogen Maskulin